# 야망 (드라마)
《야망》은 1994년 1월 5일부터 10월 13일까지 방영된 문화방송 수목드라마이다.

## 줄거리
조선시대 정조에서 순조까지 서학과 실학사상의 발아로 개혁의 욕구가 서서히 머리를 들던 때, 각기 다른 삶을 사는 네 남매의 성장사와, 개혁과 수구를 추구하는 두 세력 간에 있었던 보이지 않는 치열한 싸움을 배경으로 각기 자기편에서 야망을 불태우는 젊은이들의 사랑과 우정, 꿈과 좌절을 그렸다.

## 등장 인물
- 최수종: 이인수 역
- 염정아: 우소연 역
- 정보석: 홍진호 역
- 이순재: 우역관 역
- 이휘향: 김 소사 역
- 전인택: 김여삼 역
- 김흥기: 송 참판 역
- 윤철형: 이용수 역
- 조현숙: 이미옥 역
- 전광렬: 이학연 역
- 오승명: 홍진호 부 역
- 박영태: 인수의 큰아버지 역
- 엄유신
- 송용태
- 홍승옥
- 오현섭
- 홍순창
- 김석옥
- 최은숙
- 김기일
- 남성훈: 정조 역
- 박순애: 소씨 부인 역
- 임정하: 인수의 외숙부 역
- 김용선 : 정순왕후 김비
- 박종관 : 비류국왕 송양
- 최종환
- 이정웅
- 김희진
- 정성모: 이승훈 역
- 신충식
- 김광배
- 김종결: 주문모 역
- 박소현: 수빈 박씨 역
- 장정희
- 조민기
- 이창환
- 최우혁
- 장동건 : 일지매
- 양정아
- 안재욱 : 테리우스
- 최미향
- 이현경
- 이민영 : 연지후
- 윤용현

## 결방
- 1994년 1월 27일: 뉴스 특보 편성으로 인해 결방
- 1994년 9월 21일~22일: 추석 특집 드라마 《신사협정》(2부작) 편성으로 인해 결방

## 참고 사항
- 1994년 10월 19일부터 방송될 후속작 아들의 여자를 위해 사건의 진전 없이 제자리걸음을 했다는 지적을 받았다.[1]
- 방영 초기 아역 배우들의 호연으로 큰 화제를 모았으나 주인공이 성인 연기자들로 교체되면서 잠깐 정체되었다. 극 중반부를 넘어서며 중년 시청자들의 지지에 힘입어 인기를 만회했다.[2]
- 염정아가 맡았던 우소연 역은 당초 음정희가 낙점됐으나 주인공으로 약하다는 지적으로 무산된 바 있다.[3]
- 야망 OST에 가수 성민호가 야망을 불렸다.